# Seki Akiko

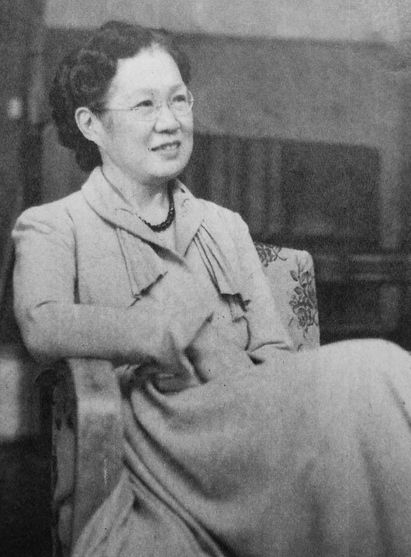
Seki Akiko, um 1955

Seki Akiko (japanisch 関 鑑子; geboren am 8. September 1899 in Tokio, gestorben am 2. Mai 1973 ebenda) war eine japanische Sopranistin und Chordirigentin. Bekannt wurde sie als Gründerin der sozialen und politischen Bewegung Die singende Stimme von Japan (japanisch 日本のうたごえ Nihon no Utagoe oder うたごえ運動 Utagoe-undō, englisch The Singing Voice of Japan), die ideologisch dem Kommunismus beziehungsweise dem Demokratischen Sozialismus folgte. 1955 wurde sie mit dem Internationalen Stalin-Friedenspreis ausgezeichnet.

## Leben und Werk
Seki Akiko wurde 1899 in Tokio geboren. Sie studierte Kunstgesang und machte ihren Abschluss im März 1921 an der Musikhochschule in Tokio (東京音楽学校 Tōkyō Ongaku Gakkō). Als der erste Maifeiertag nach dem Krieg in Tokio begangen wurde, dirigierte sie Die Internationale sowie eine japanische Version des sozialistischen Liedes The Red Flag. Auf dieser Erfahrung aufbauend rief sie die Bewegung Die singende Stimme von Japan ins Leben. Am 10. Februar 1948 gründete sie in Tokio den Chor der kommunistischen Jugendbewegung von Japan (日本青年共産同盟 中央合唱団 Nihon-seinen-kyōsan-dōmei Chūō-gasshōdan, englisch Choir of the Communist Youth League of Japan) als Kern einer sozial-politischen nationalen Musikbewegung der Arbeiterklasse. Am 29. November 1953 fand das erste nationale Festival der Singenden Stimme von Japan in Tokio in der Hibiya Kōkaidō (日比谷公会堂) und der Kanda Kyōristu Kōdō (神田共立講堂) statt.
Am 20. Dezember 1955 wurde sie mit dem Internationalen Stalinpreis für die Festigung des Friedens zwischen den Völkern ausgezeichnet, gemeinsam mit Lázaro Cárdenas (1934–1940 Präsident Mexikos), Mohamed al-Aschmar, Joseph Wirth (1921/22 Reichskanzler der Weimarer Republik), Tôn Đức Thắng und Ragnar Forbeck.

## Veröffentlichungen

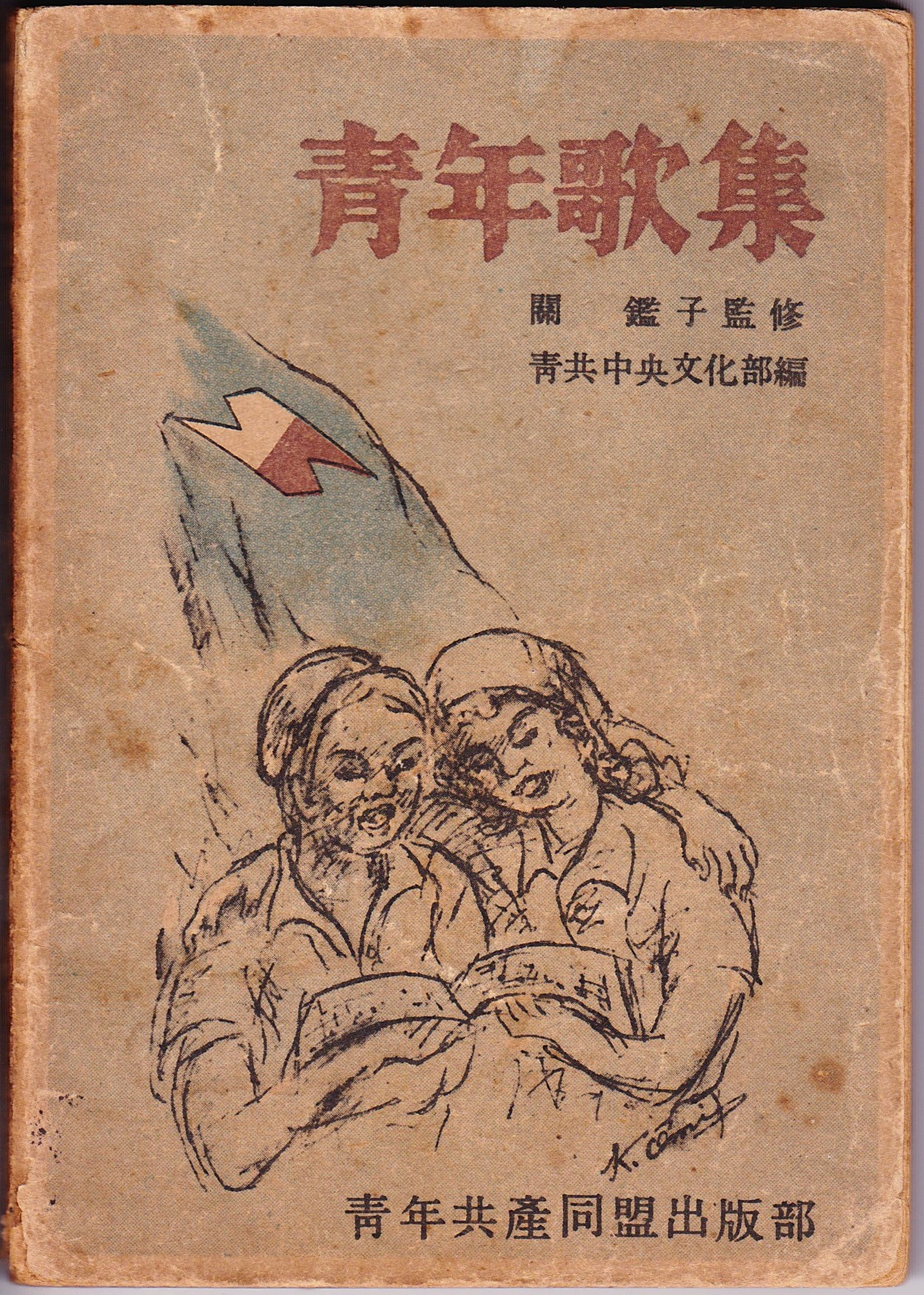
Seinen-kasyū, 1948

- 「青年歌集」 Seinen-kashū (Tokio, Typography of the cultural section of the Communist Youth League of Japan, 1948). Eine Sammlung von Liedern für die Jugend
- 「歌ごえに魅せられて」 Utagoe ni miserarete, Verzaubert von der singenden Stimme (Tokyo, 1971).[4]

## Belege
1. 1 2  NDL Search Various Authors: Ōkina benibara. (Tokyo, 1981) [関鑑子追想集編集委員会 編「大きな紅ばら: 関鑑子追想集」 (音楽センター 1981年) 関鑑子略年譜]
2. ↑  Seki Akiko: Theory of The Singing Voice of Japan: What is the music (Tokyo, 1956), p.58. [関鑑子「うたごえ運動の理論－音楽とは何か－」（「知性」1956年増刊号［東京、河出書房］）58ページ]
3. ↑  О присуждении международных Сталинских премий «За укрепление мира между народами» за 1955 год. In: Prawda, 21. Dezember 1955, S. 1.
4. ↑  NDL Search [「歌ごえに魅せられて」（音楽センター 1971年）]